# Neottopteris longistipitata
Neottopteris longistipitata là một loài thực vật có mạch trong họ Aspleniaceae. Loài này được R.H. Miao miêu tả khoa học đầu tiên năm 1980.